# Oreodera fasciculosa
Oreodera fasciculosa är en skalbaggsart som beskrevs av Thomson 1865. Oreodera fasciculosa ingår i släktet Oreodera och familjen långhorningar.
Artens utbredningsområde är:
- Belize.
- Costa Rica.
- Guatemala.
- Honduras.
- Nicaragua.
- Panama.

Inga underarter finns listade i Catalogue of Life.